# Tramontana
A tramontana (olaszul, szlovénül, spanyolul, horvátul: tramontana; görögül: τραμουντάνα; katalánul, máltaiul: tramuntana) az északi szél ősrégi elnevezése a mediterrán térségben. 

## A név eredete
A szó a latin trānsmontānus (transz + montanus) szó összetételből ered, melynek jelentése "a hegyeken túlról / a hegyeken át"; ez utalás az Alpokra Észak-Olaszországban. A szónak más, nem a szélhez kapcsolódó átvitt értelme is létezik: bármi, vagy bárki a hegy másik oldalán, aki onnan jön, vagy ott él; vagy még általánosabb jelentéssel: bármi, ami külföldinek, idegennek, sőt barbárnak látszik.

## Fordítás
Ez a szócikk részben vagy egészben  a   Tramontane című angol Wikipédia-szócikk fordításán alapul.  Az eredeti cikk szerkesztőit annak laptörténete sorolja fel. Ez a jelzés csupán a megfogalmazás eredetét és a szerzői jogokat jelzi, nem szolgál a cikkben szereplő információk forrásmegjelöléseként.